# Villa cyrprigna
Villa cyrprigna är en tvåvingeart som först beskrevs av Camillo Rondani 1863.
Villa cyrprigna ingår i släktet Villa och familjen svävflugor.
Artens utbredningsområde är Cypern. Inga underarter finns listade i Catalogue of Life.